# Lapuyan
Lapuyan é um município de  terceira classe de renda municipal (d) na província Zamboanga do Sul, nas Filipinas. De acordo com o censo de 1 de maio  de  2020 possui uma população de 27 737 pessoas e 6 418 domicílios.